# Mequinenza múzeumai
A mequinenzai múzeumok három múzeumtér található Mequinenzában (Aragónia, Spanyolország). Ezek a Bányamúzeumból, a Mequinenza Történeti Múzeumból és az Őskori Múzeumból állnak. Céljuk a város, és különösen az óváros Mequinenza bányászati és történelmi örökségének terjesztése, amely a Ribarroja víztározó építése után tűnt el az Ebro folyó alatt. Helye az 1927-ben épült María Quintana iskolai csoportban található.

## Építészet
A Mequinenza Történeti Múzeumának otthont adó épület E alakú, hosszúkás központi testtel rendelkezik, amely az elülső homlokzaton két oldalsó előrelépéssel és egy másik kiemelkedőbb középponttal nyúlik el. Eredetileg két bejárata volt az oldalán, elválasztva a fiúk iskolai zónáját a földszinten és a lányokat az első emeleten. Mögött egy másik kis épület épült, amelyben az iskola büféje és az óvoda működött.
Az épület négyzet alakú kőből készült, boltíves tetővel, arab stílusú cserepekből és fa eresszel, amelyet az aragóniai reneszánsz paloták stílusában emeltek ki. Ablakai egyenesek, kivéve néhányat az emeleten, amelyek tetején egy leeresztett boltív található. Külső megjelenése miatt kapcsolatba kerül a 20. század első harmadának regionalista áramlataival.

## Felismerések
A mequinenzai múzeumok 2017 óta az ibériai geominácios terek hálózatának, az Espais Escrits irodalmi terek szövetségének és az UNESCO vízi múzeumai világhálózatának részét képezik.

## Fordítás
- Ez a szócikk részben vagy egészben  a   Muzeoj de Mequinenza című eszperantó Wikipédia-szócikk ezen változatának fordításán alapul.  Az eredeti cikk szerkesztőit annak laptörténete sorolja fel. Ez a jelzés csupán a megfogalmazás eredetét és a szerzői jogokat jelzi, nem szolgál a cikkben szereplő információk forrásmegjelöléseként.